# Caja Madrid
Caja de Ahorros y Monte de Piedad de Madrid war die älteste spanische Sparkasse und wurde am 3. Dezember 1702 gegründet. Der viertgrößte spanische Finanzdienstleister war bis 2011 bekannt unter dem Kurznamen Caja Madrid. Im Jahr 2005 wurden 12.731 Mitarbeiter beschäftigt und 1.940 inländische Filialen betrieben. Darüber hinaus wurden Bankgeschäfte in 330 Filialen der Mapfre-Gruppe unterhalten, mit der eine enge Kooperation und gegenseitige Kapitalbeteiligung bestand. Auslandsniederlassungen bestanden in Miami, Lissabon und Dublin. Caja Madrid betreute nach eigenen Angaben 6,7 Millionen Kunden, von Privatpersonen bis zu Konzernen und wies für 2005 eine Bilanzsumme von 180,716 Milliarden Euro aus.
Im Dezember 2010 fusionierte Caja Madrid mit sechs weiteren spanischen Sparkassen zur Bankia. Mitte 2011 wurde der Name „Caja Madrid“ durch „Bankia“ ersetzt.
Spanien stützte Bankia 2012 mit 24 Milliarden Euro.
Im Oktober 2014 wurde bekannt, dass gegen ehemalige Direktoren der Caja Madrid im Zusammenhang mit einem Kreditkartenskandal ermittelt wurde.

## Geschichte

### Die Anfänge

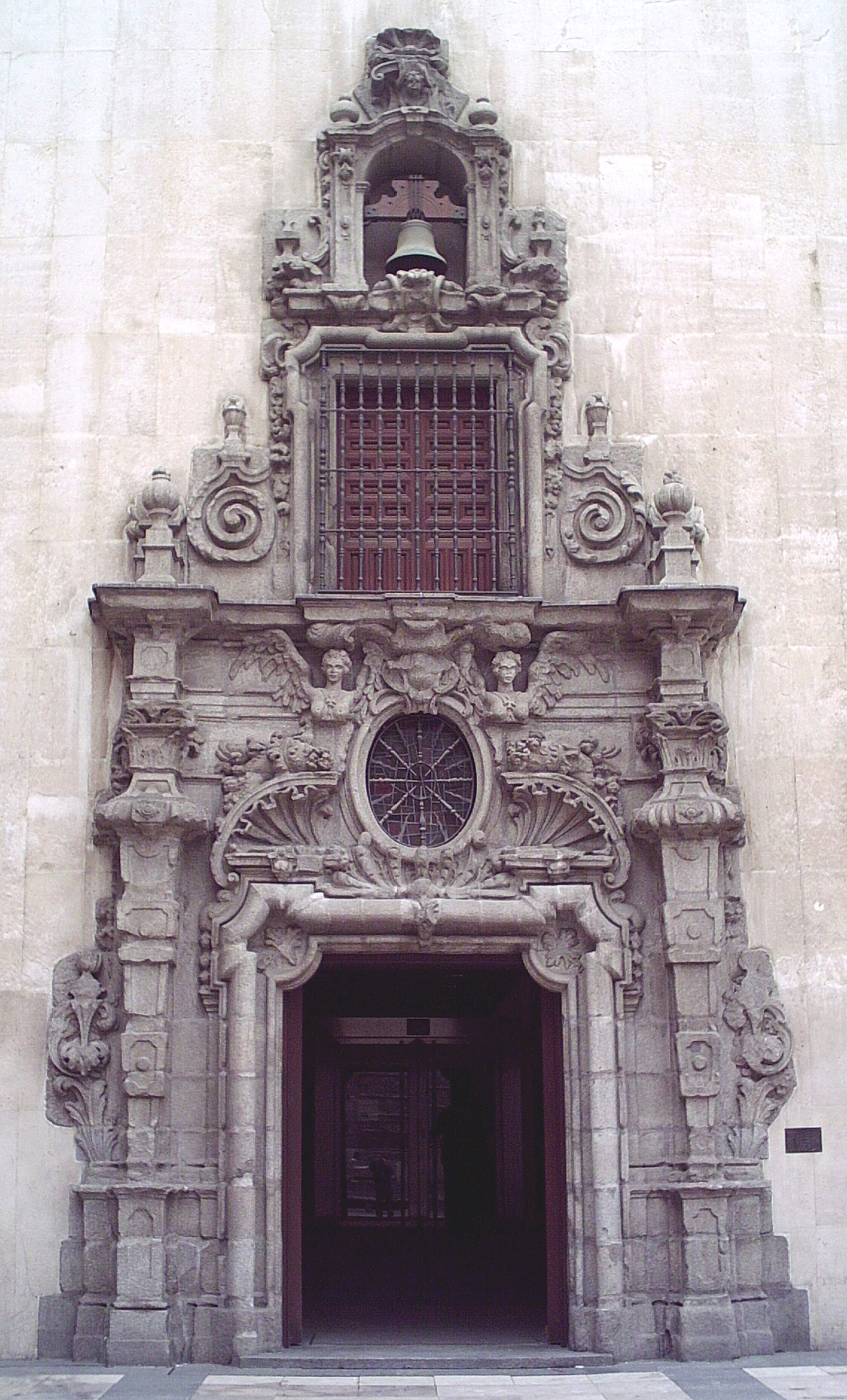
Eingang zur Kapelle des alten
Madrilener Monte de Piedad (Pedro de Ribera 1733).

Die spanischen Sparkassen entwickelten sich aus den Armenversorgungsanstalten der Franziskaner, den sogenannten Monte de Piedad (dt. Berg der Barmherzigkeit), die im 18. Jahrhundert von Italien kommend in Spanien eingerichtet wurden. Der madrilenische Monte de Piedad war der erste seiner Art in Spanien. Es wurden zinslose Darlehen an Bedürftige gegen Sicherheiten wie Schmuck oder Kleidung gewährt. So konnten Wucherzinsen vermieden werden. Das Werk der verschiedenen in Spanien tätigen Monte de Piedad wurde durch Spenden, Zuweisungen durch das Königshaus und der Kirche sowie Erträgen aus dem Abbau von Edelmetallen finanziert.

### Die Sparkasse
Ab 1836 wurden erstmals Zinsen auf die Darlehen erhoben, um die Verwaltungskosten des Monte de Piedad zu decken und seine Zukunft zu sichern. Mit königlichem Dekret vom 25. Oktober 1838 wurde die Caja de Ahorros de Madrid (Sparkasse von Madrid) gegründet. Es wurden erstmals Einlagen angenommen, die verzinst wurden.

### Caja de Ahorros y Monte de Piedad de Madrid
Trotz enger Verbindung blieben die beiden Institutionen zunächst eigenständig. Allerdings führte die gegenseitige finanzielle Abhängigkeit im Laufe der Zeit zu einer faktischen Verschmelzung. Die endgültige rechtliche Fusion wurde am 22. April 1869 vollzogen. Hieß das neue Institut zu Beginn noch Monte de Piedad y Caja de Ahorros de Madrid, wurden die Namensbestandteile schon bald gemäß ihrer Bedeutung umgestellt. Der karitative Ursprung wurde zurückgedrängt. Allerdings fördert Caja Madrid noch heute (Stand 2005) über sein Sozialwerk diverse Projekte. Im Jahr 2005 wurden 161 Millionen Euro für Kultur- und Sozialaufgaben aufgewendet.

## Finanzbeteiligungen
Caja Madrid hält zahlreiche Beteiligungen an spanischen Konzernen wie Mapfre, Indra, Iberia oder NH Hoteles. Caja Madrid war ebenfalls im Besitz eines 10%igen Anteils an Endesa. Um den Kauf dieses Anteils rungen nach der Bekanntgabe der Verkaufsabsichten im Januar 2007 verschiedene Kaufinteressenten. Nach dem Rückzug der Düsseldorfer E.ON wurde der Anteil an die spanische Acciona und die italienische Enel verkauft.
2007 war Caja Madrid ein Gründungseigentümer von Globalvia. Die Beteiligung wurde in den 2010er Jahren verkauft.

## Politik
Politisch gilt Caja Madrid als der konservativen spanischen Volkspartei (PP) nahestehend, während ihre Hauptkonkurrentin „la Caixa“ aus Barcelona von den spanischen Sozialisten (PSOE) dominiert wird.

## Sonstiges
In Spanien platzte 2007 eine Immobilienblase. Zu dieser hatten Banken durch ihre Kreditvergabepraktiken beigetragen. Seit dem Platzen der Blase haben viele spanische Banken faule Kredite in ihren Büchern, weil Schuldner ihre Kredite nicht bedienen können und die als Sicherheit verpfändeten Immobilien unverkäuflich bzw. nur weit unter Wert verkäuflich sind.
2009 litt Spanien (wie viele andere Industrieländer bzw. Euroländer) unter einer Wirtschaftskrise (siehe Finanzkrise ab 2007 und Eurokrise#Spanien).